# Plavnik
Plavnik (horvátul: Otok Plavnik, olaszul: Plauno) egy kisebb sziget Horvátországban, amely a Krk és Cres szigeteket egymástól elválasztó Srendja-szoros déli részében helyezkedik el. A  Kvarner-öböl Kvarnerić nevű részében található sziget nem rendelkezik állandó lakossággal. Plavnikot a Krušija-csatorna választja el Cres szigetének keleti partjaitól, amelyektől körülbelül 1 kilométernyi távolságban fekszik. Ez a csatorna szolgáltatja a legkönnyebben járható útvonalat az Adriai-tenger, illetve Fiume városa között a szigeteken keresztül haladva. A szigeten található egy 1890-ben felállított világítótorony. A szigetecske északkeleti csücskében emelt építmény a Krušija-csatorna legszűkebb részének keleti felét jelöli.

## Földrajza
A kisméretű, szinte teljesen kopár mészkősziget Cres és Krk szigetek közelében található. Előbbitől körülbelül 1 kilométer, míg az utóbbitól mintegy 5 kilométer távolságban helyezkedik el. Plavnik területe 8,637 km², a teljes partvonalának hosszúsága pedig 18,477 kilométer. Ezzel a 34. helyezést foglalja el Horvátország szigeteinek terület szerinti listájában. Plavnik teljes hosszúsága északnyugat-délkeleti irányban 6,3 km, legnagyobb szélessége 6,2 km. A sziget legmagasabb csúcsa egy név nélküli magaslat, amely 194 méteres tengerszint feletti magasságban fekszik.
Az Adriai-tengerben fekvő sziget legészakabbra fekvő pontja a Mali Pin-fok, míg a legkeletibb a Tenka punta-fok. Plavnik legdélebbi csücskét a Madona-fok, a legnyugatabbra találhatót pedig a Veli Pin-fok jelenti, ahová a sziget egyetlen világítótornyát is építették. Plavnik keleti partjának közelében, attól mintegy 200 méteres távolságban helyezkedik el Mali Plavnik, egy jóval kisebb területtel rendelkező szigetecske. A sziget délkeleti csücskétől, a Tenka punta-foktól körülbelül egy kilométerre található továbbá egy másik sziget, Kormati is. A két szigetet elválasztó szorosban a tenger mélysége akár a kilenc métert is eléri. Plavnik igen gyér tagolású partszakaszának északi és északkeleti felében található egyes részei meredekek, ezek nehezen megközelíthetőek. A keleti, déli és nyugati oldalak partjai ezzel ellentétben viszonylag laposak és könnyen járhatóak.

## Élővilága
A sziget területének legnagyobb részén nem található növényzet, csupán kisebb mérettel rendelkező erdős területek vannak jelen. A növények nagy részét fák és bokrok teszik ki, de sziklás legelők is előfordulnak. Plavnikon a jellegzetes mediterrán növényzet, a karsztvidék a leginkább elterjedt. Továbbá a magyaltölgy néhány példánya is megtalálható a sziget több vidékén. Egyes 2010-es adatok szerint kezdeményezték egy zoológiai és botanikai jellegű rezervátum kialakítását a sziget területén.
Plavnik állatvilága ellenben igen változatos. A sziget területén összesen 31 madárfaj található meg. Ezek közül a legelterjedtebbek a szirti sas, az itt fészkelő vörös vércse, az erdei fülesbagoly, a füleskuvik, a kék kövirigó vagy a különösen gyakori fészkelőnek számító fogoly. Különösen fontos madárnak számít a fakó keselyű is, amelyet az ország területén veszélyeztetetté nyilvánítottak. Plavnik területén mintegy 250 példánya található. A fauna változatosságában nagy szerepe van a pocsolyáknak is, hiszen számos ritka kétéltű, hüllő és gerinctelen életterét biztosítják; több teknősfaj, köztük a mocsári teknős is megtalálható bennük.

## Turizmusa és közlekedése
A sziget az ide érkező búvárok egyik legkedveltebb célpontjává fejlődött, ugyanis a Plavnikot körbevevő öblök ideális és célszerű merülőhelynek számítanak ezen a téren. A környék turizmusa is jelentős, ami leginkább annak köszönhető, hogy a sziget körül különös természeti látványosságok, kisebb-nagyobb kőkapuk találhatóak, amelyek egykori barlangok maradványai. A szigetnek egy részén időnként nem állandó település szerveződik, melynek lakossága legnagyobb részben turistákból, illetve környékbeli vadászokból tevődik össze. Plavnikon korábban több pásztor legeltette juhait, házaik még megtalálhatóak a sziget több részén is. Napjainkban leginkább a helyi vadászat vált népszerűvé a területen. A sziget saját helyi repülőtérrel is rendelkezik, amely kisebb repülőgépek és helikopterek fel- és leszállását biztosítja. A sziget nem rendelkezik állandó hajójárattal, viszont gyakran érkeznek a területre turistákat szállító rendszertelen járatok. A szigetet útba veszik a Valbiska–Merag és a Fiume–Zára kompjáratok.